# Koning Christian X-brug
De Koning Christian X-brug (Deens: Kong Christian den X's Bro) is een brug over de Alssund bij Sønderborg in Denemarken. De brug is gebouwd tussen 1925 en 1930 en verbindt het eiland Als met Jutland.  Op 7 oktober 1930 werd de brug geopend. De brug is genoemd naar koning Christiaan X van Denemarken, die van 1912 tot 1947 koning van Denemarken was.
In 1981 werd de nieuwe Alssundbrug geopend, waardoor de Koning Christian X-brug sindsdien geen onderdeel meer uitmaakt van het Deense hoofdwegennet.